# Le origini del fascismo
Le origini del fascismo è un saggio storico di Paolo Alatri, edito dalla casa editrice Editori Riuniti.

## Caratteristiche
Il volume (552 pagine + indice dei nomi), è una raccolta di otto saggi incentrati sulle origini del ventennio fascista, di cui sono indagati i prodromi negli anni di formazione dello Stato unitario italiano, con le storture già presenti, secondo l'autore, in quella classe dirigente.
L'autore inquadra così la questione delle origini del Fascismo nella prospettiva storiografica dell'Italia contemporanea che attraverso il Risorgimento, s'inserisce in un'Europa generalmente pervenuta ad un grado più avanzato di sviluppo sociale, economico e politico.

## Struttura
L'opera è suddivisa nei seguenti otto capitoli:
1. L'ideologia del nazionalismo e l'esperienza fascista;
2. Le origini del fascismo e la classe dirigente italiana;
3. Il secondo ministero Facta e la marcia su Roma;
4. Profilo biografico di Benito Mussolini;
5. Vittorio Emanuele Orlando;
6. Antonio Salandra;
7. Luigi Albertini;
8. Interventismo e fascismo nella recente storiografia.